# Збережи останній танець
Збережи останній танець (англ. Save The Last Dance) — американський кінофільм 2001 року.

## Опис
Тендітна дівчина Сара (Джулія Стайлз) з провінції мріяла стати відомою балериною. Однак життя підготувало їй зовсім іншу долю. Переїхавши до рідного батька у Чикаго, вона познайомилася з досвідченим танцюристом хіп-хопу чорношкірим хлопцем на ім'я Дерек (Шон Патрік Томас). 
Балетні па дівчини в «чорному кварталі», де вона жила, не мали успіху, тому Сара вирішує навчитися танцювати улюблений танець афроамериканців — хіп-хоп. Їй на допомогу приходить Дерек. Хлопець допоміг дівчині пізнати всі премудрості цього танцю, і вона не змогла встояти перед чарами свого викладача та закохалася в нього.

## У роля
- Джулія Стайлз — Сара
- Керрі Вашингтон — Сеніл Рейнольдс
- Шон Патрік Томас — Дерек Рейнольдс
- Террі Кінні — Рой
- Фредро Старр — Мелакей
- Вітні Пауел
- Вінс Ґрін — Снукі
- Бьянка Лоусон — Ніккі